# Os Azeitonas
Os Azeitonas são uma banda portuguesa de pop rock do Porto, formada em 2002. A banda é constituída por Mário Marlon Brandão (vocalista), Luísa Nena Barbosa (vocalista) e João Salsa Salcedo (vocalista e teclado). O conjunto lançou cinco álbuns de longa duração e um DVD.
A banda é conhecida pelos seus singles bem sucedidos "Quem És Tu Miúda", "Anda Comigo Ver os Aviões", "Café Hollywood", "Ray-Dee-Oh" e "Tonto de Ti". O quinto álbum da banda, AZ, foi lançado a 8 de Julho de 2013 pela Parlophone, sucessora da EMI Music Portugal. A banda já foi nomeada duas vezes para o prémio Best Portuguese Act, dos MTV Europe Music Awards.

## História
Com origens que remontam a 2002, numa altura em que não passava de uma brincadeira entre amigos, a banda nasceu para os discos pela mão de Rui Veloso. Em 2005, e com produção da Maria Records, propriedade do conceituado cantor e compositor nortenho, nasce o primeiro álbum da banda. O álbum Um Tanto ou Quanto Atarantado foi lançado em Julho de 2005 pela editora Maria Records. Em Agosto de 2006 lançaram, apenas online, o single "Sílvia Alberto" que permaneceu algumas semanas em 1.º lugar no top de downloads. No mesmo formato seguiram-se outras canções como "Queixa ao Pai Natal" (Natal de 2006) e "Queixa a Cupido" (Fevereiro de 2007).
Em Dezembro de 2007 retomaram as edições com Rádio Alegria que foi distribuído no formato de livro com a inclusão de um CD. Neste álbum encontram-se algumas das mais famosas músicas d'Os Azeitonas como "Quem és Tu Miúda", "Nos Desenhos Animados (Nunca Acaba Mal)" ou "Mulheres Nuas".
Depois de dois álbuns lançados (em formato físico e digital), pela Maria Records, editaram o trabalho Salão América para download gratuito no seu site. Dentro deste trabalho constam os sucessos "Anda Comigo Ver os Aviões", "Café Hollywood" e "Dança, Menina Dança".
Em 2011 é lançado o DVD Em Boa Companhia Eu Vou, gravado ao vivo em Dezembro de 2010. O registo vem acompanhado com a primeira edição física (em CD) do álbum Salão América. O disco chegou, em 2012, até ao segundo lugar do top de vendas em Portugal. 
O tema "Anda Comigo Ver os Aviões" torna-se um grande sucesso após ser cantado por um concorrente do programa Ídolos. Foi também adaptado por Vasco Palmeirim, do programa da manhã da Rádio Comercial, numa sátira ao Pingo Doce com nome de "Anda comigo ver as promoções".
Em Maio de 2012, Miguel Araújo, que integra os Azeitonas sob o nome artístico de Miguel AJ, lançou o seu primeiro álbum a solo.
O grupo foi nomeado para o título de Best Portuguese Act nos MTV Europe Music Awards de 2012, que viria a ser ganho pela cantora Aurea.
A 11 de Outubro de 2016 a banda portuense Os Azeitonas anuncia a novidade nas redes sociais de que Miguel Araújo abandonou a banda portuense para se dedicar à sua carreira a solo, tendo o seu último concerto como parte da banda sido no dia 1 de Janeiro de 2017 na Avenida dos Aliados, no Porto.
O grupo participou no Festival RTP da Canção 2022, com a música "Solta a Voz e Canta". Foram eliminados na 2.ª semifinal, acabando na 7ª posição da mesma.
A 14 de Janeiro de 2024, a banda anunciou o 'Pander Live', "um sarau musical em directo" quinzenal. O primeiro episódio aconteceu no dia 23 de Janeiro de 2024 e teve como convidado Miguel Araújo ex-membro da banda.

## Discografia

### Álbuns de estúdio
- Um Tanto ou Quanto Atarantado (2005)
- Rádio Alegria (2007)
- Salão América (2009)
- Em Boa Companhia Eu Vou (2011)
- AZ (2013)
- Banda Sonora (2018)
- Reconstrução (2022)

### Videografia
- Em Boa Companhia Eu Vou (2011)

Integrantes
- Mário Brandão (Marlon) : voz
- Luísa Barbosa (Nena) : voz
- João Salcedo (Salsa) : teclados